# 國光客運
國光汽車客運股份有限公司（英語：Kuo-Kuang Motor Transportation Company Ltd.），簡稱國光客運或國光、國光汽車客運集團，是臺灣的民營化公路客運業者，公司前身為中華民國政府公營事業臺灣汽車客運公司（簡稱臺灣客運、臺汽客運、臺汽），過去曾為臺灣規模最大的客運公司，公司名稱取自臺汽車種「國光號」；目前主要經營國道客運、新北市公車、新竹市公車、臺中市公車、嘉義市公車、宜蘭縣市區公車等市區公車路線。

## 簡介
國光客運是為了實施臺汽民營化，而以大部分臺汽員工為主體，另行成立的客運公司。故國光客運的股東以原臺汽員工為主。2001年7月1日起，國光客運全面接手臺汽的公路運輸業務。早期在台灣，臺汽曾是唯一的長途公路客運經營者；後來，國光客運概括承受臺汽業務。
截至2025年負債累積虧損30億

## 歷史及大事記
- 2001年6月：臺灣汽車客運公司民營化，國光客運成立。臺灣汽車客運公司第二代商標為國光客運商標。
- 2004年：代駛宜興客運路線。
- 2008年：成立子公司巨冠旅行社（現改名為國光假期旅行社）經營觀光旅遊業務。
- 2008年11月：臺中往臺北班車發生火燒車事故，事後緊急召回一百多輛同型車進行檢修。
- 2010年：成立子公司國光媒體，代理各車站站體行銷、車體內外廣告暨全資源整合業務。
- 2010年3月：代收中華郵政郵寄業務。
- 2016年10月：配合桃園機場捷運通車，臺北西站A、B棟宣布將走入歷史；西站A棟與B棟的路線班次分散至臺北轉運站（新竹以南所有路線）及臺北車站（桃園以北部分路線）、圓山轉運站、南港轉運站。
- 2016年11月：臺中車站搬遷至新址（臺中轉運站）。
- 2018年4月：配合臺鐵基隆車站市容整建工程，遷入臺鐵基隆車站舊站前臨時候車亭，原站體拆除並貫通忠一路至中山一路。
- 2020年1月：與葛瑪蘭客運聯營201路線，首次進入花蓮縣境內營運。
- 2020年6月：加入嘉義市公車營運行列。
- 2021年4月：營運臺中機場快捷巴士（2022年4月停駛，同時新闢86路及接駛豐原客運289路）。
- 2021年8月：代駛福和客運1551路線。
- 2022年11月：國光客運台中轉運站（新民路站體）因租約到期，於11月30日結束營業並拆遷至統聯客運干城停車場建造新站體。
- 2023年3月：國光電腦售票系統於當月12日遭駭客入侵，修復期間僅售當日票。修復逾10日系統仍未恢復引起民怨。
- 2024年3月：國光客運與葛瑪蘭客運宣布宜蘭市區公車201路停駛，試辦6個月。
- 2025年1月：國光客運1778路線停駛，正式退出台東縣。
- 2025年1月：國光客運臺北車站進行拆遷，所屬4路線1813、1813D、1815乘車地點改為台北車站東三門乘車，1819改為台北轉運站4樓409號月台乘車。
- 2025年4月：國光客運導入新一代報站語音，並率先於新竹市先導公車、台灣好行墾丁快線、 臺灣桃園國際機場等路線放送
- 2025年8月：國光客運9771、9127、9188、9189路線停駛，由高雄客運及屏東客運接手[1]。

## 營運車種
國光客運車種分為「國光號」（三排座，台汽時期只有原裝進口車才能當國光號）及「中興號」（四排座），惟目前各線都是單一車種，若無臨時代用情形，乘客是不會接觸到車種的分別。

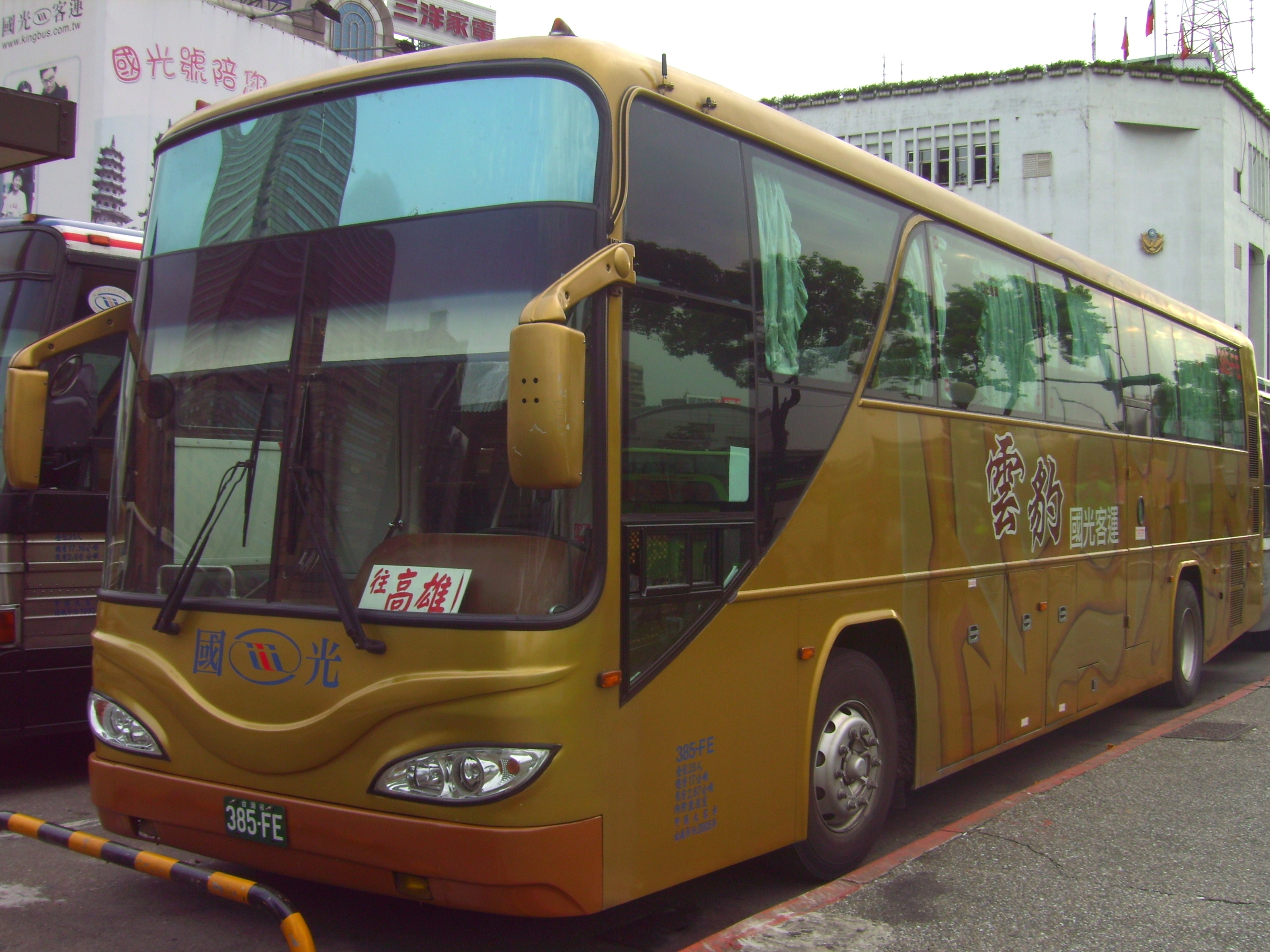
於2005年推出的「雲豹」車種

國光客運於2005年推出「雲豹」車種，全新的40輛客車為配成運汽車車體的Daewoo BH117K，使用台灣雲豹花紋的金黃色塗裝，車內為三排共27個座椅配置，並且附設個人液晶螢幕，主要行駛台北—高雄和台北—屏東路線；2009年國光客運開始將這40輛雲豹車改為標準座椅及國光假期塗裝，取消了「雲豹」車種。

## 使用車輛
國光客運目前車輛總數約1142輛（2024年12月止統計），其車輛方面除沿用部分臺汽時期的車，後期以大宇巴士居多。

### 著名車款
- 美西艾高級整體客車（1978－2018）

為美國美西艾（Motor Coach Industries，MCI）公司製造車輛，部分批次名義上係向灰狗巴士（也是美西艾過去母公司）公司採購，故有「灰狗巴士」之別稱。客車於臺汽時代係以「國光號」為名行駛主要幹線，坐起來相當平穩舒適；後期配屬機場路線。2016年初退出正班營運前，僅少數車輛在籍做為「國光ibb life自行車專用巴士」使用，亦提供包車出租；全車系於2018年正式退役。
- Daewoo BX212MT 430ps 12檔自手排變速箱，10964cc，2009-2017，空調在車前頂部皆為三排座。已不再打造此車體。
- Daewoo BH115K 340ps 自排變速箱，2011-2024，空調在車後引擎上，持續小量生產，四排座，小排量7640cc，故高速時引擎吵雜，如無意外，客運和遊覽車往後改為此單一小排量車種，節能減碳。

## 服務範圍
- 基隆市：全區
- 臺北市：全區
- 新北市：中和區、板橋區、土城區、三峽區、三重區、林口區、蘆洲區、五股區、泰山區、新莊區、汐止區、萬里區、金山區、瑞芳區、雙溪區、貢寮區、八里區、新店區
- 桃園市：桃園區、蘆竹區、中壢區、平鎮區、大園區、龍潭區、大溪區、龜山區
- 新竹市：全區
- 新竹縣：竹東鎮、芎林鄉、關西鎮
- 苗栗縣：苗栗市、公館鄉、竹南鎮、頭份市、苑裡鎮
- 臺中市：中區、東區、西區、北區、西屯區、北屯區、龍井區、太平區、和平區
- 彰化縣：彰化市、花壇鄉、芬園鄉、大村鄉、員林市、永靖鄉、田尾鄉、北斗鎮
- 南投縣：南投市、埔里鎮、草屯鎮、國姓鄉、魚池鄉
- 雲林縣：西螺鎮
- 嘉義市：全區
- 嘉義縣：民雄鄉、水上鄉、中埔鄉、竹崎鄉、阿里山鄉
- 臺南市：北區、永康區、後壁區、新營區
- 高雄市：三民區、楠梓區、苓雅區、前鎮區、新興區、前金區、小港區、左營區、林園區
- 屏東縣：九如鄉、屏東市、麟洛鄉、內埔鄉、竹田鄉、潮州鎮、新埤鄉、南州鄉、新園鄉、東港鎮、林邊鄉、佳冬鄉、枋寮鄉、枋山鄉、獅子鄉、車城鄉、恆春鎮
- 宜蘭縣：全區
- 花蓮縣、臺東縣：無行經鄉鎮

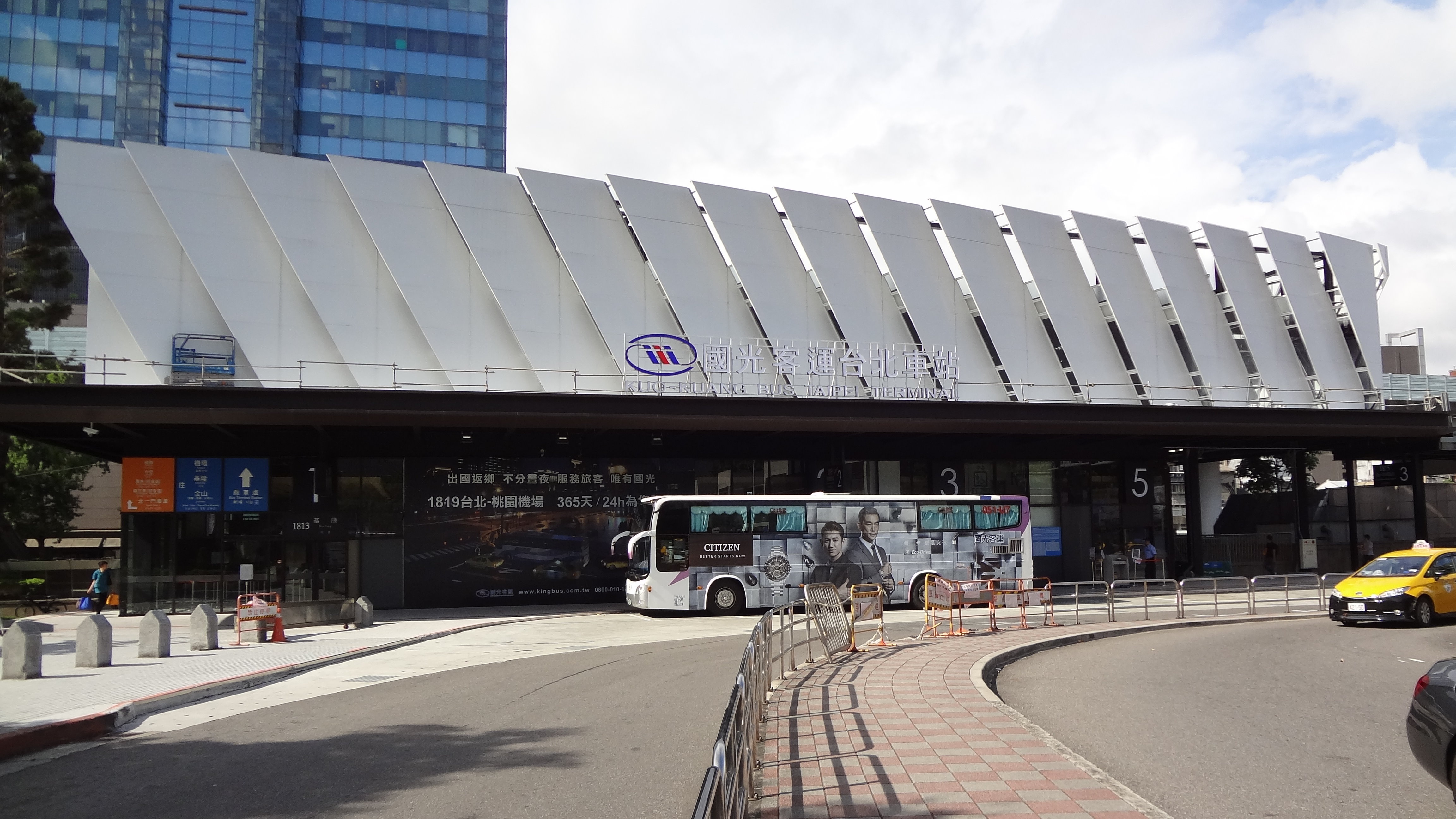
國光客運台北車站（已拆遷）
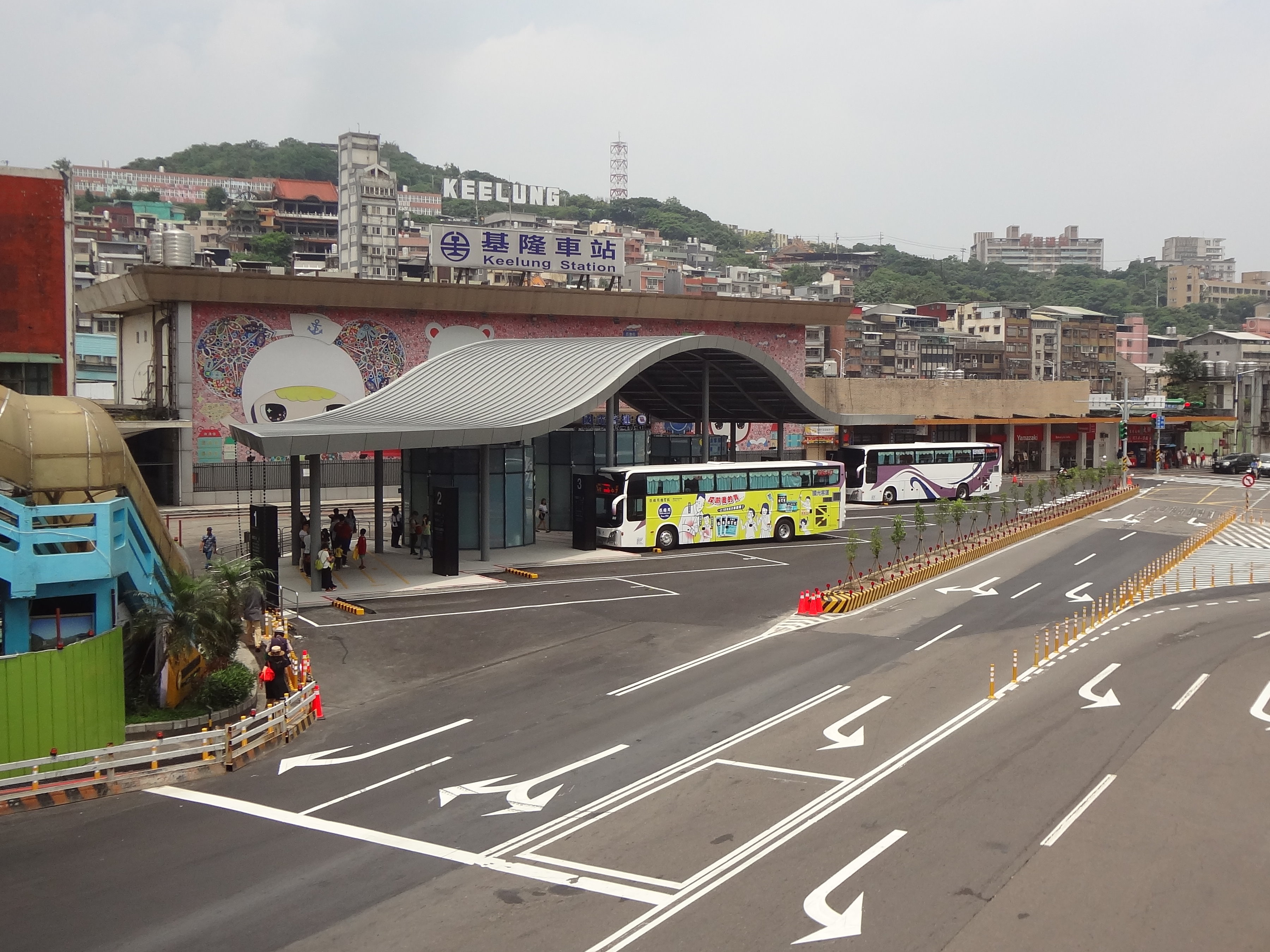
國光客運基隆車站（已拆遷）
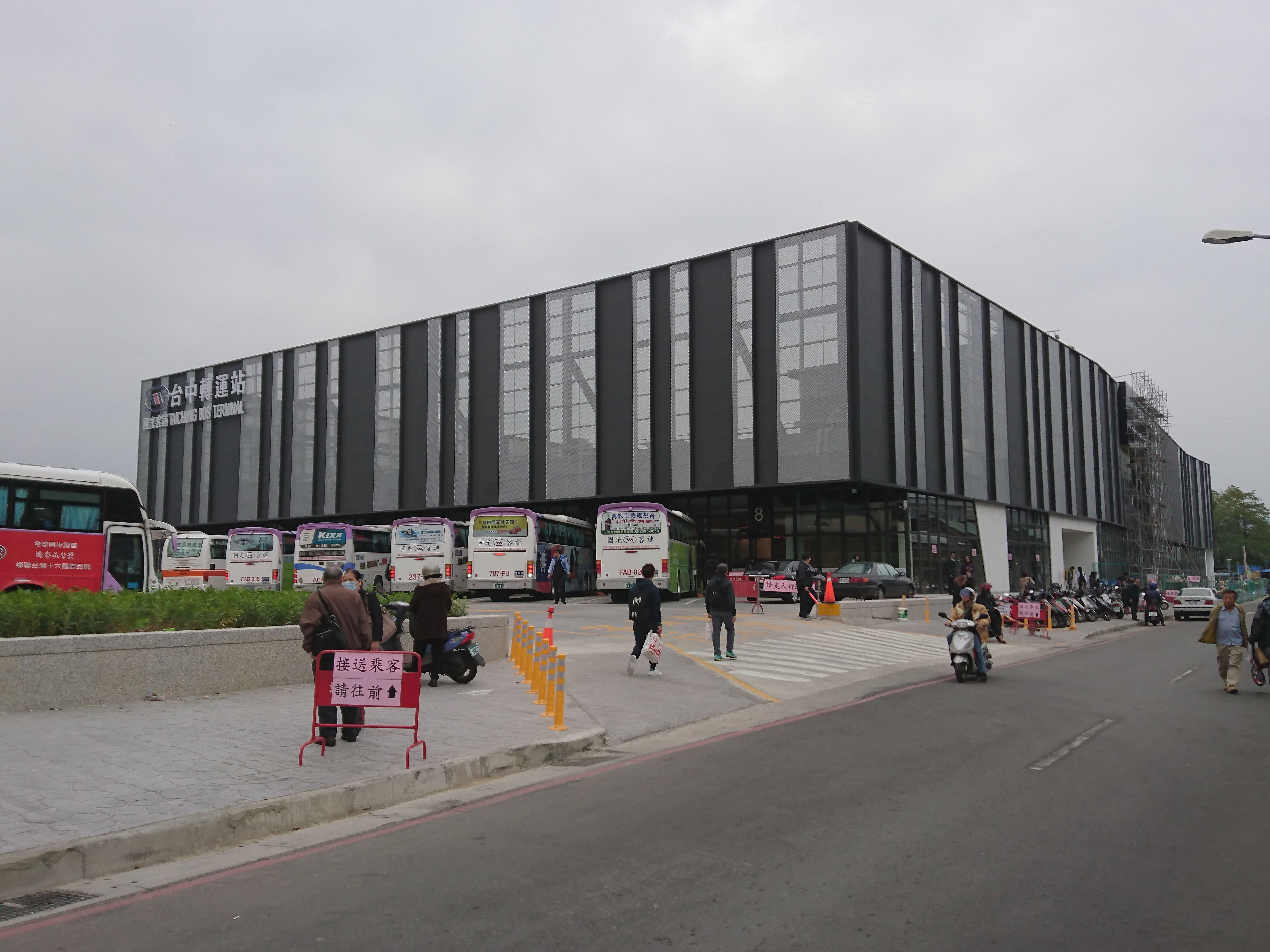
國光客運台中轉運站（已拆遷）
國光客運埔里站

## 相關圖片集

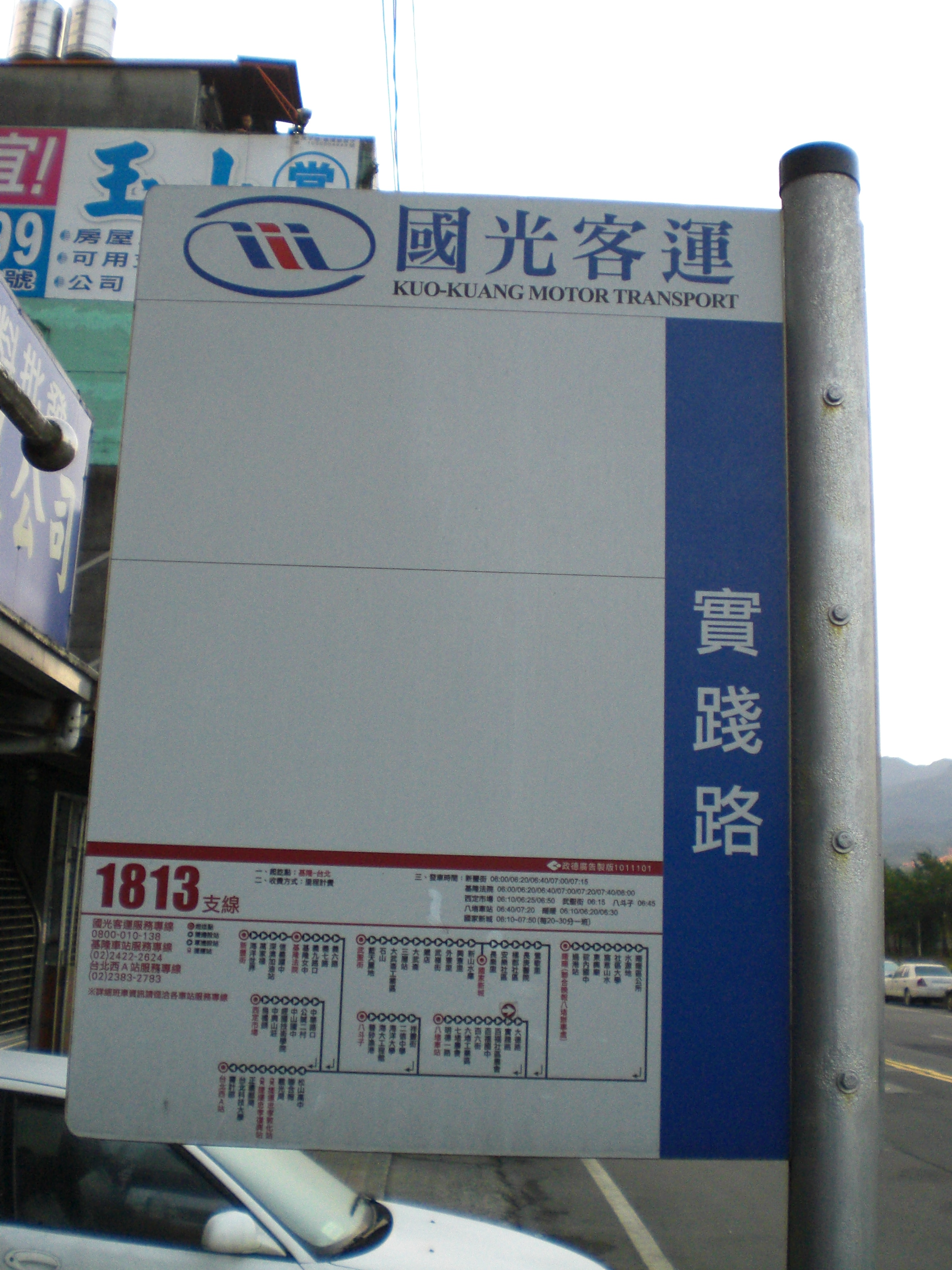
2013年的國光客運站牌格式
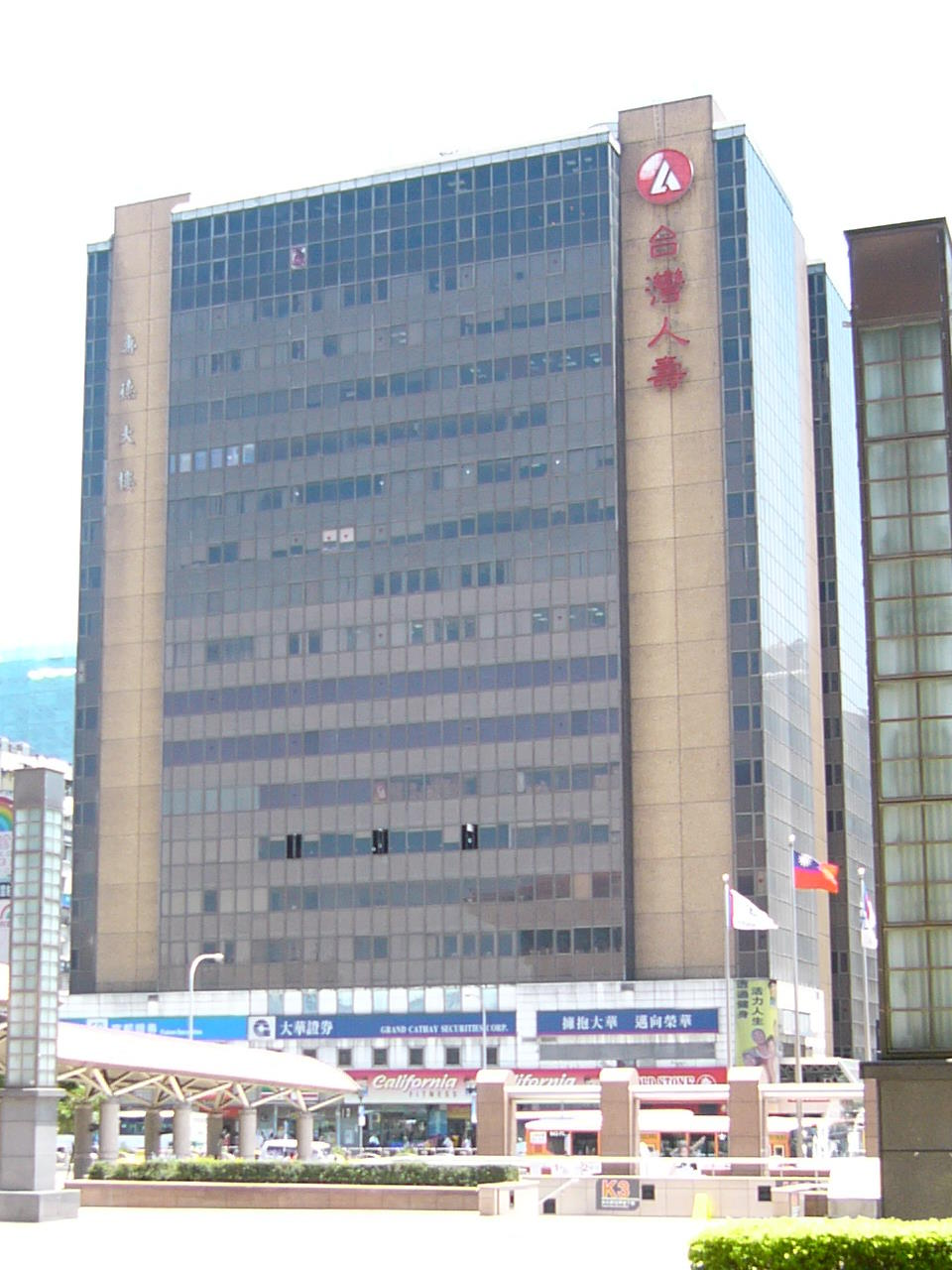
國光客運與台灣汽車客運公司在台北市許昌街壽德大樓4樓皆設有辦公室
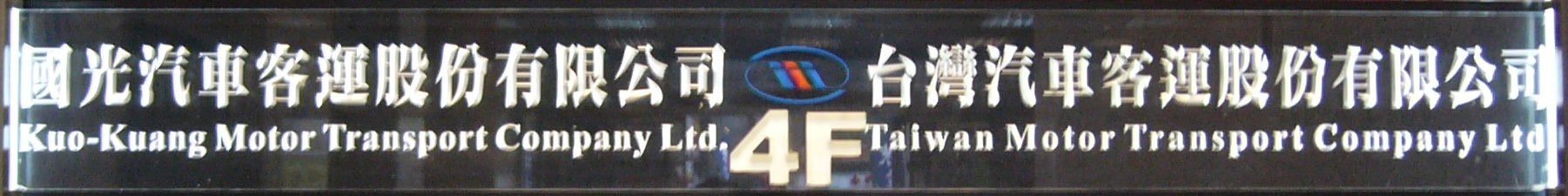
國光客運與台灣汽車客運公司在壽德大樓4樓的辦公室標示牌
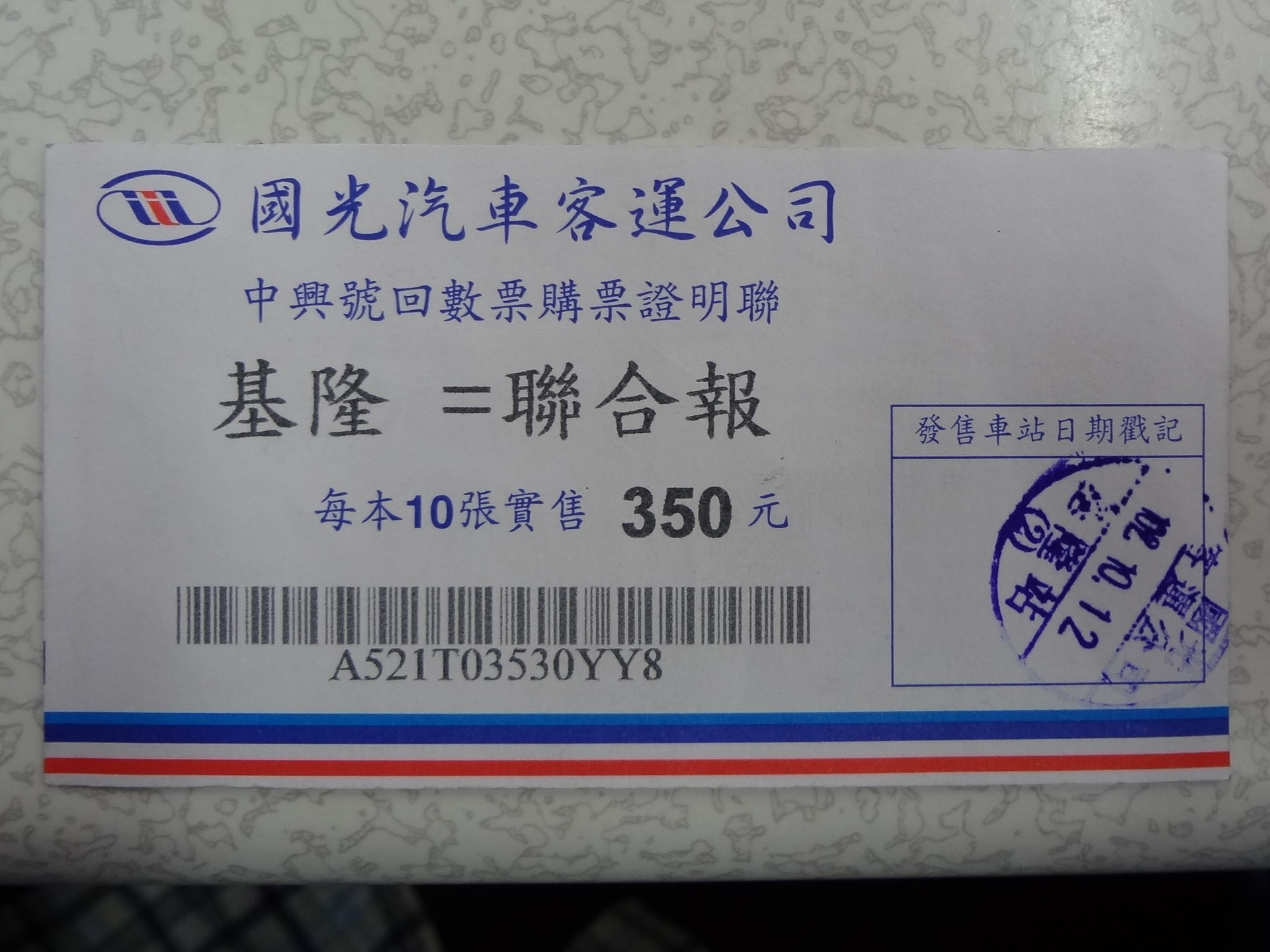
2013年國光客運中興號回數票購票證明聯
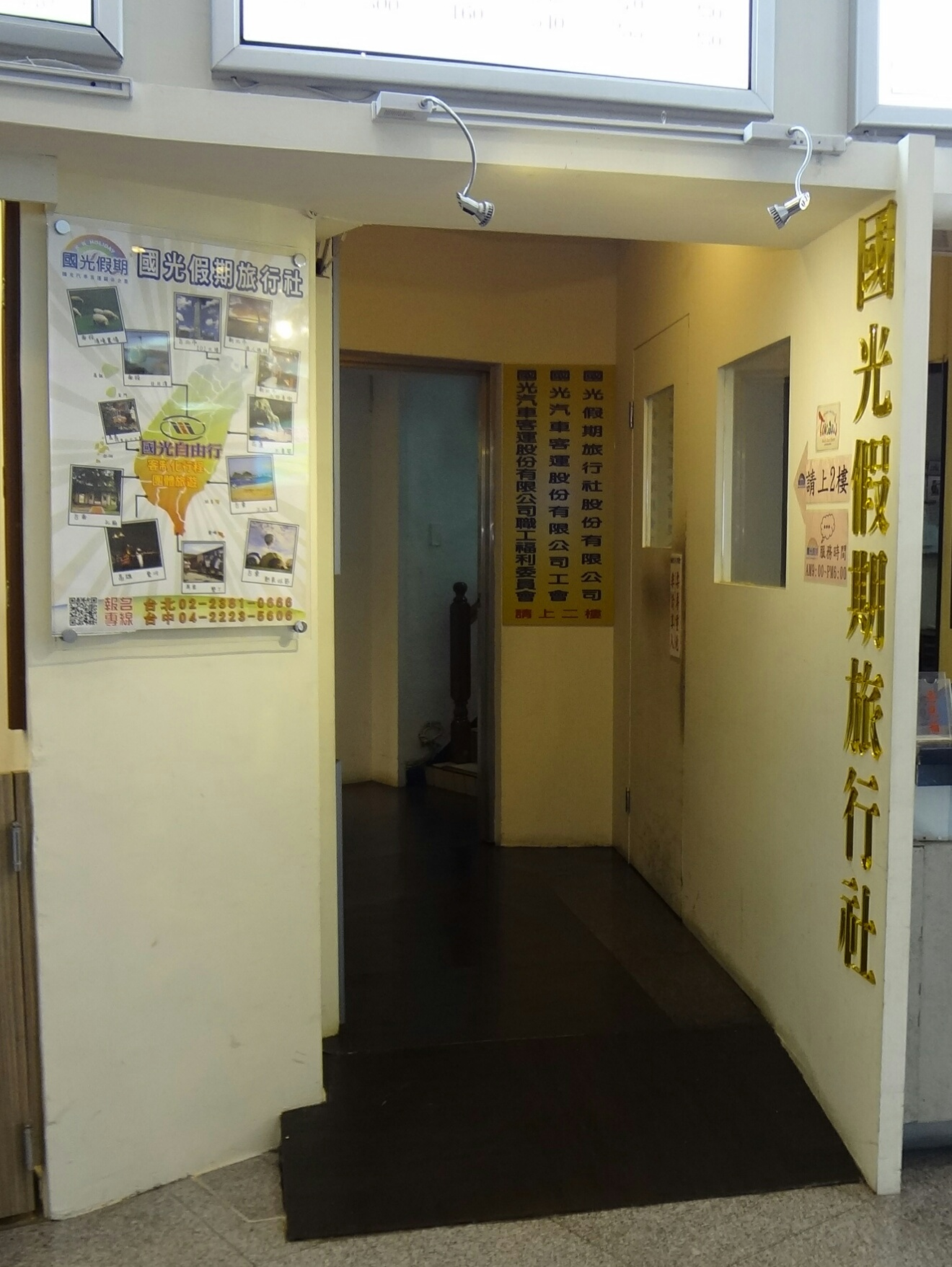
國光假期旅行社位於臺北西站B棟的舊總部
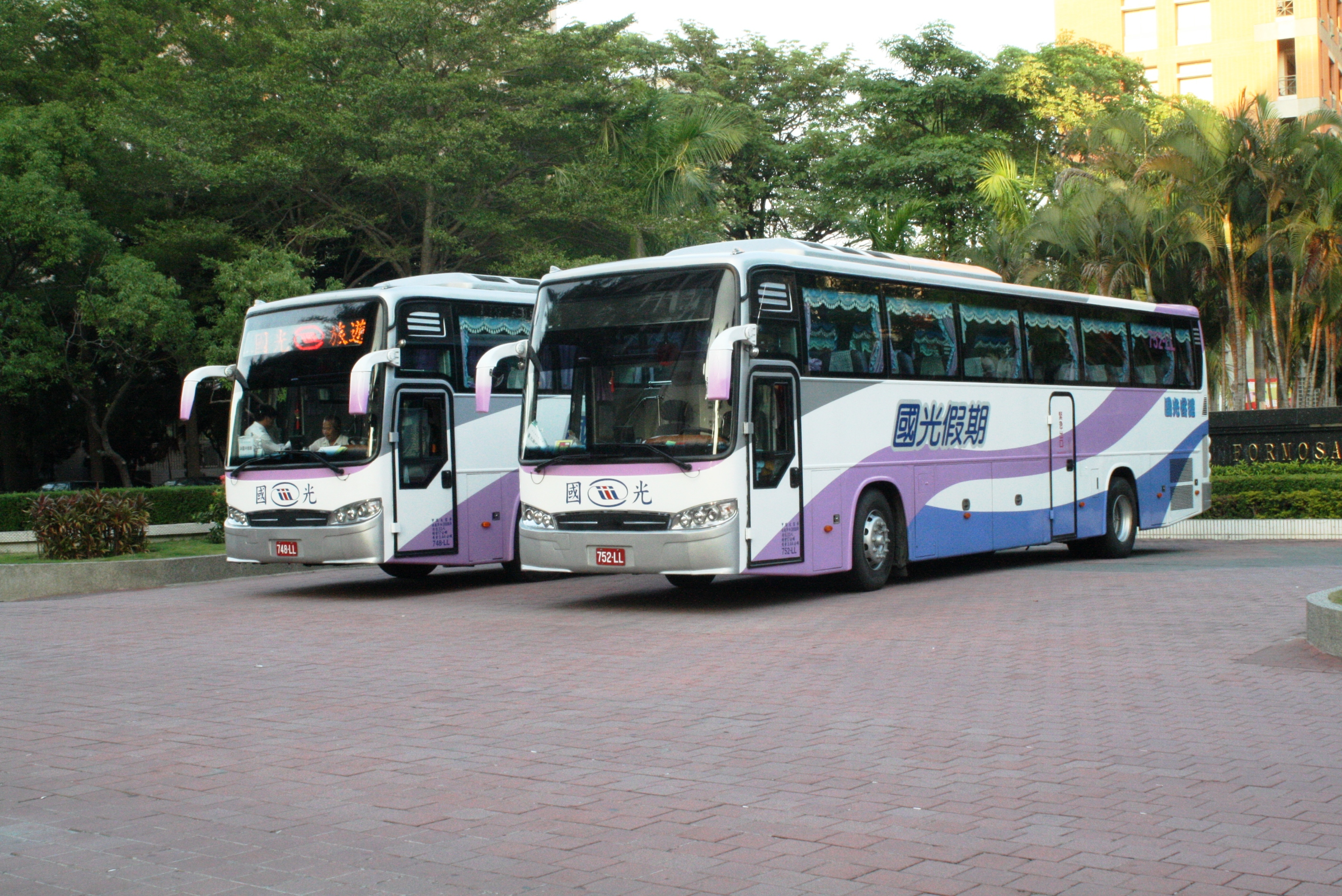
國光客運遊覽部車輛，攝於國立虎尾科技大學。
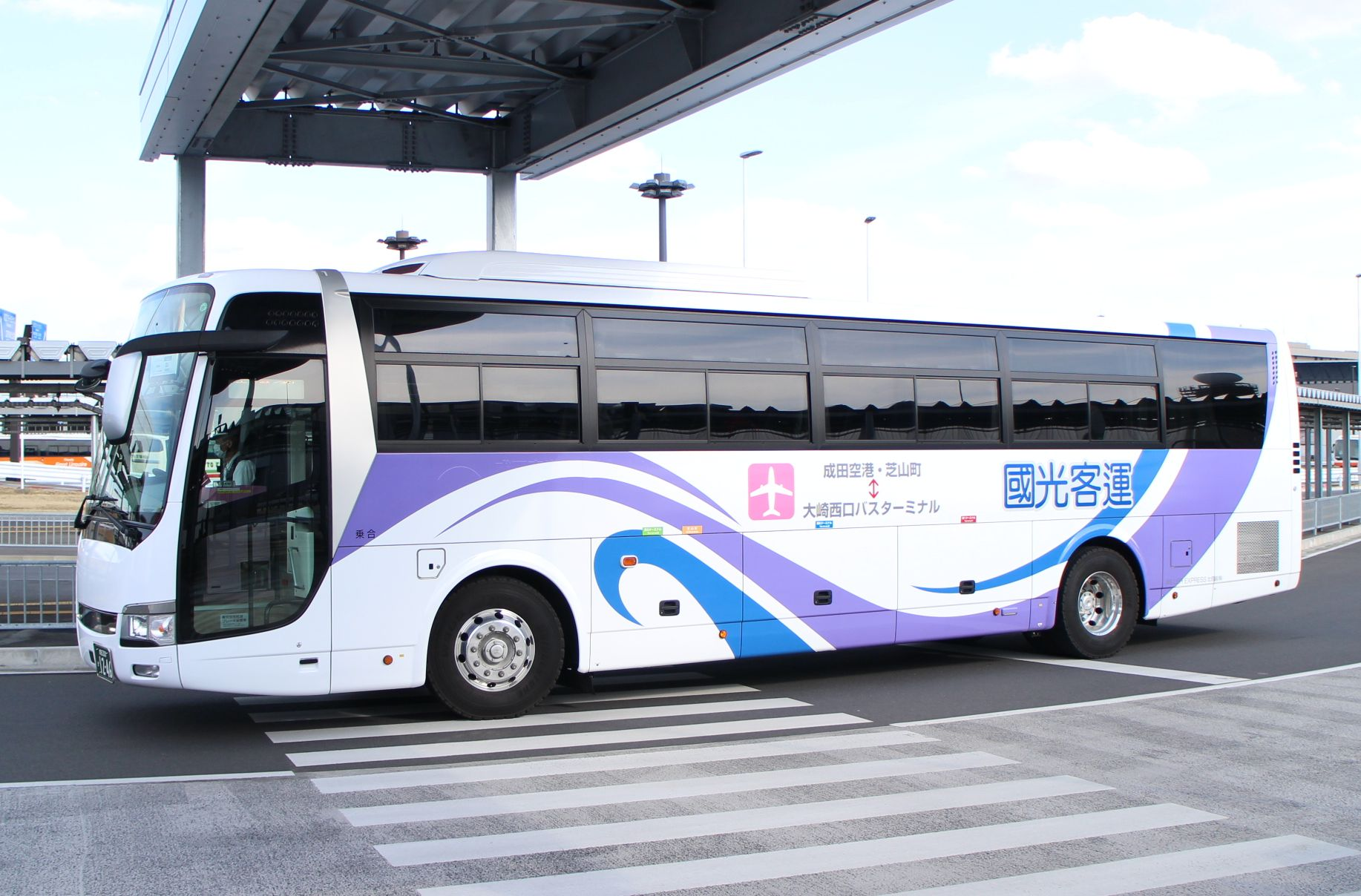
與日本WILLER EXPRESS高速巴士交換國光客運塗裝，攝於日本成田機場
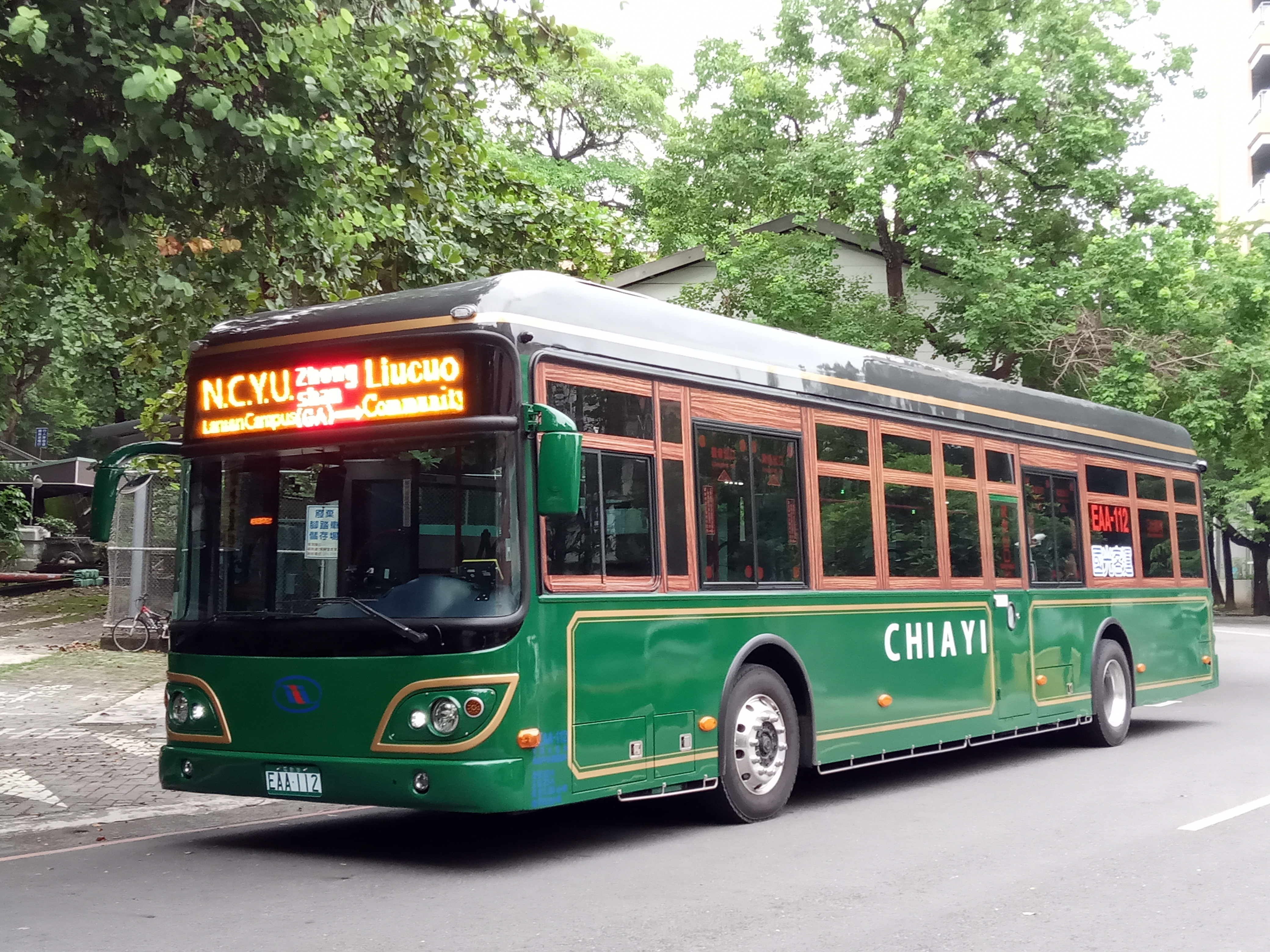
成運汽車自行研發三門低底盤電動巴士行駛於國光客運嘉義市公車中山幹線，為國產電巴達成一個新里程碑
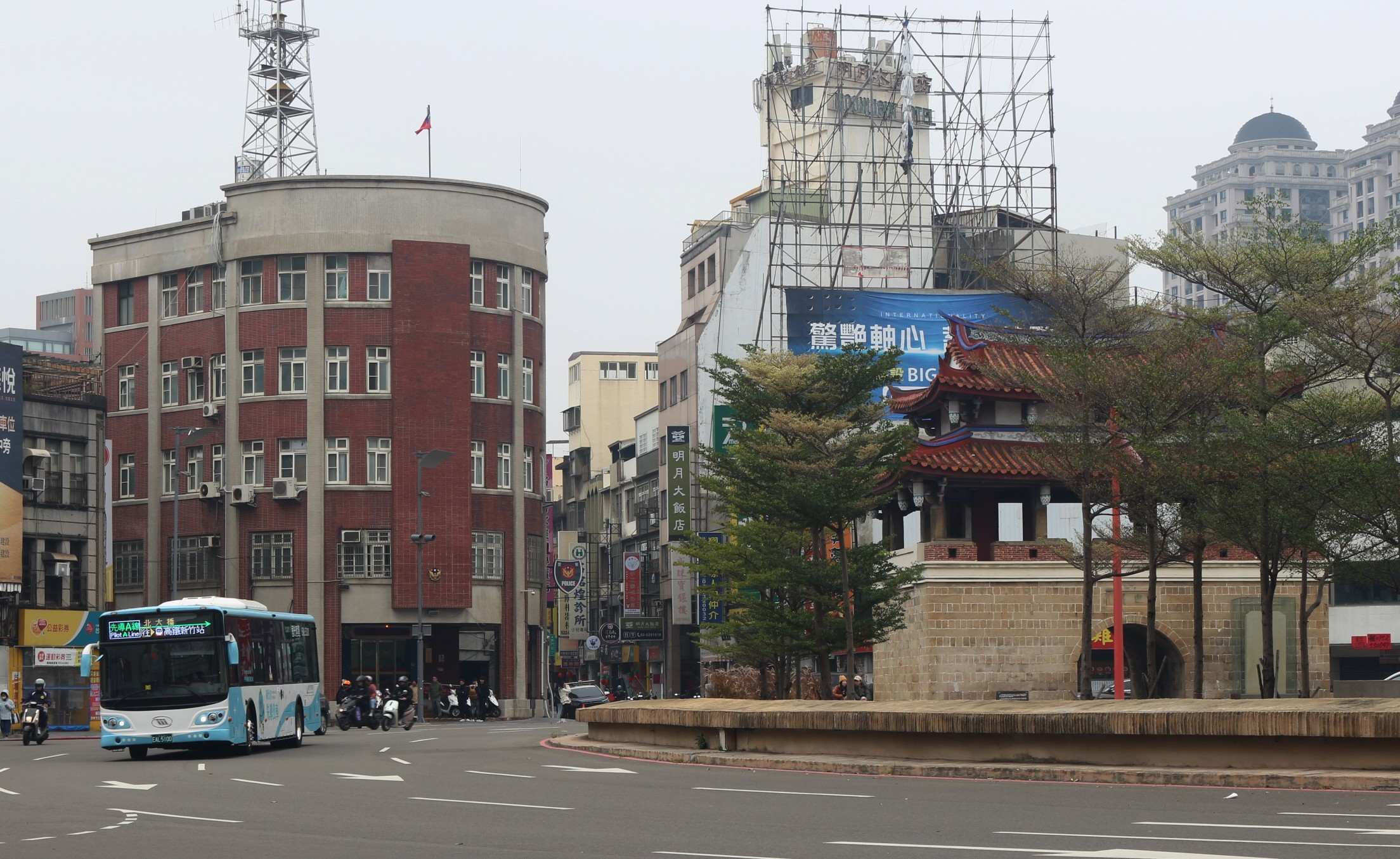
2024年12月13日起新闢駛純電動巴士新竹市先導公車與新竹東門圓環的竹崁城東門迎曦門。

## 外部連結
- 國光客運（页面存档备份，存于）（繁體中文）（日語）（英文）
- 國光威樂假期 （页面存档备份，存于）（繁體中文）
- 國光趣旅行的Facebook專頁（繁體中文）
- 國光威樂假期旅行社的Facebook專頁（繁體中文）